# Dora Lauterburg
Dora Lauterburg, auch Theodora Lauterburg (* 9. April 1888 in Ittigen; † 2. Dezember 1975 in Bern), war eine Schweizer Malerin, Holzschneiderin und Illustratorin.

## Werk
Dora Lauterburg leitete mehrere Frauenschulen. 1926 erhielt sie ein eidgenössisches Kunststipendium. Im gleichen Jahr stellte sie in der Kunsthalle Bern zusammen mit Käthe Kollwitz, Karl Aegerter, Hans Brasch, Friedrich Traffelet, Otto Séquin und Reinhold Rudolf Junghanns ihre Werke aus. Dora Lauterburg malte vorzugsweise Kinderbildnisse, dazu Landschaftsbilder sowie grosse dekorative Bilder. Auch schuf sie Holzschnitte und entwarf Grabmosaike.